# Zanna Bianca alla riscossa
Zanna Bianca alla riscossa è un film del 1974, diretto da Tonino Ricci. È un seguito, non ufficiale, del film Zanna Bianca di Lucio Fulci, in cui Ricci era regista di seconda unità. Il film ha ricevuto recensioni contrastanti. Come nel film di Fulci, Zanna Bianca è interpretato da un cane da pastore tedesco.

## Trama
Canada, fine del XIX secolo. Benjamin Dover, un cercatore d'oro, viene rapinato e ucciso da due fuorilegge. Il suo amico Burt Halloway viene a trovarsi così nell'obbligo di occuparsi di Kim, figlio del defunto, e del suo cane lupo per difenderli. Ed è proprio il cane "miglior amico dell'uomo" ad aiutare Burt a rintracciare i fuorilegge e recuperare il prezioso metallo.

## Produzione
Il film è stato girato in Austria, benché sia ambientato in Canada. Gino De Rossi e Carlo Rambaldi hanno seguito gli effetti speciali, Benito Stefanelli ha diretto le controfigure.